# Noyant-Villages
Noyant-Villages ist eine französische Gemeinde mit 5.473 Einwohnern (Stand: 1. Januar 2022) im Département Maine-et-Loire in der Region Pays de la Loire. Sie gehört zum Arrondissement Saumur und zum Kanton Beaufort-en-Anjou. 
Noyant-Villages wurde zum 15. Dezember 2016 als Commune nouvelle aus den Gemeinden Auverse, Breil, Broc, Chalonnes-sous-le-Lude, Chavaignes, Chigné, Dénezé-sous-le-Lude, Genneteil, Lasse, Linières-Bouton, Meigné-le-Vicomte, Méon, Noyant und Parçay-les-Pins gebildet. Der Verwaltungssitz befindet sich in Noyant.

## Gliederung
| Ortsteil                 | ehemaliger INSEE-Code | Fläche (km²) | Einwohnerzahl zum 1. Januar 2022 |
| ------------------------ | --------------------- | ------------ | -------------------------------- |
| Auverse                  | 49013                 | 30,74        | .0440                            |
| Breil                    | 49044                 | 15,09        | .0240                            |
| Broc                     | 49052                 | 21,23        | .0300                            |
| Chalonnes-sous-le-Lude   | 49062                 | 16,49        | .0129                            |
| Chavaignes               | 49087                 | 07,42        | .0091                            |
| Chigné                   | 49098                 | 25,22        | .0294                            |
| Dénezé-sous-le-Lude      | 49122                 | 15,05        | .0256                            |
| Genneteil                | 49150                 | 35,95        | .0302                            |
| Lasse                    | 49173                 | 28,94        | .0266                            |
| Linières-Bouton          | 49175                 | 09,89        | .089                             |
| Meigné-le-Vicomte        | 49197                 | 23,13        | .0297                            |
| Méon                     | 49202                 | 15,04        | .0232                            |
| Noyant (Verwaltungssitz) | 49228                 | 27,41        | 1.746                            |
| Parçay-les-Pins          | 49234                 | 27,85        | .0791                            |

## Geographie
Noyant-Villages liegt etwa 45 Kilometer ostnordöstlich vom Stadtzentrum von Angers. Der Lathan durchquert die Gemeinde. Umgeben wird Noyant-Villages von den Nachbargemeinden Savigné-sous-le-Lude und Le Lude im Norden, La Chapelle-aux-Choux und Villiers-au-Bouin im Nordosten, Marcilly-sur-Maulne im Osten und Nordosten, Channay-sur-Lathan im Osten, Rillé im Osten und Südosten, Gizeux im Südosten, Courléon im Süden und Südosten, Vernoil-le-Fourrier, Vernantes im Süden, Mouliherne im Süden und Südwesten sowie Baugé-en-Anjou im Westen. Die Gemeinde La Pellerine wird von Noyant-Villages komplett umschlossen.

## Sehenswürdigkeiten

### Auverse
- Kirche Saint-Germain-l’Auxerrois
- Schloss Le Fresne aus dem 16. Jahrhundert, Monument historique seit 1999
- Schloss La Calvinière aus dem 16. Jahrhundert
- Schloss La Blanchadière aus dem 15. Jahrhundert
- Schloss La Sansonnière aus dem 15./16. Jahrhundert
- Herrenhaus La Calvinière aus dem 16./17. Jahrhundert, Monument historique seit 1986
- Herrenhaus Auversette aus dem 15./16. Jahrhundert

### Breil
- Kirche Notre-Dame aus dem 12./13. Jahrhundert
- Benediktinerpriorat Saint-Denis-Sainte-Geneviève aus dem 12. Jahrhundert
- Schloss Lathan aus dem 17./18. Jahrhundert, Monument historique seit 1999, mit 50 Hektar großem Park
- Herrenhaus La Cigogné aus dem 17. Jahrhundert
- Wassermühle von Jau, seit 1952/1984 Monument historique

### Broc
- Dolmen von Chantepierre, seit 1983 Monument historique
- Dolmen (Pierre couverte de la Planche), seit 1983 Monument historique
- Kirche Notre-Dame aus dem 13. Jahrhundert, seit 1926 Monument historique, mit angeschlossenem Priorat
- Kapelle Saint-Lambert aus dem 17. Jahrhundert
- Schloss La Godefrière aus dem 17./18. Jahrhundert
- Schloss Meaulne aus dem 17./18. Jahrhundert
- Schlossruine La Touche aus dem 15./16. Jahrhundert
- Herrenhaus Lizardière aus dem 15./16. Jahrhundert, seit 1996 Monument historique

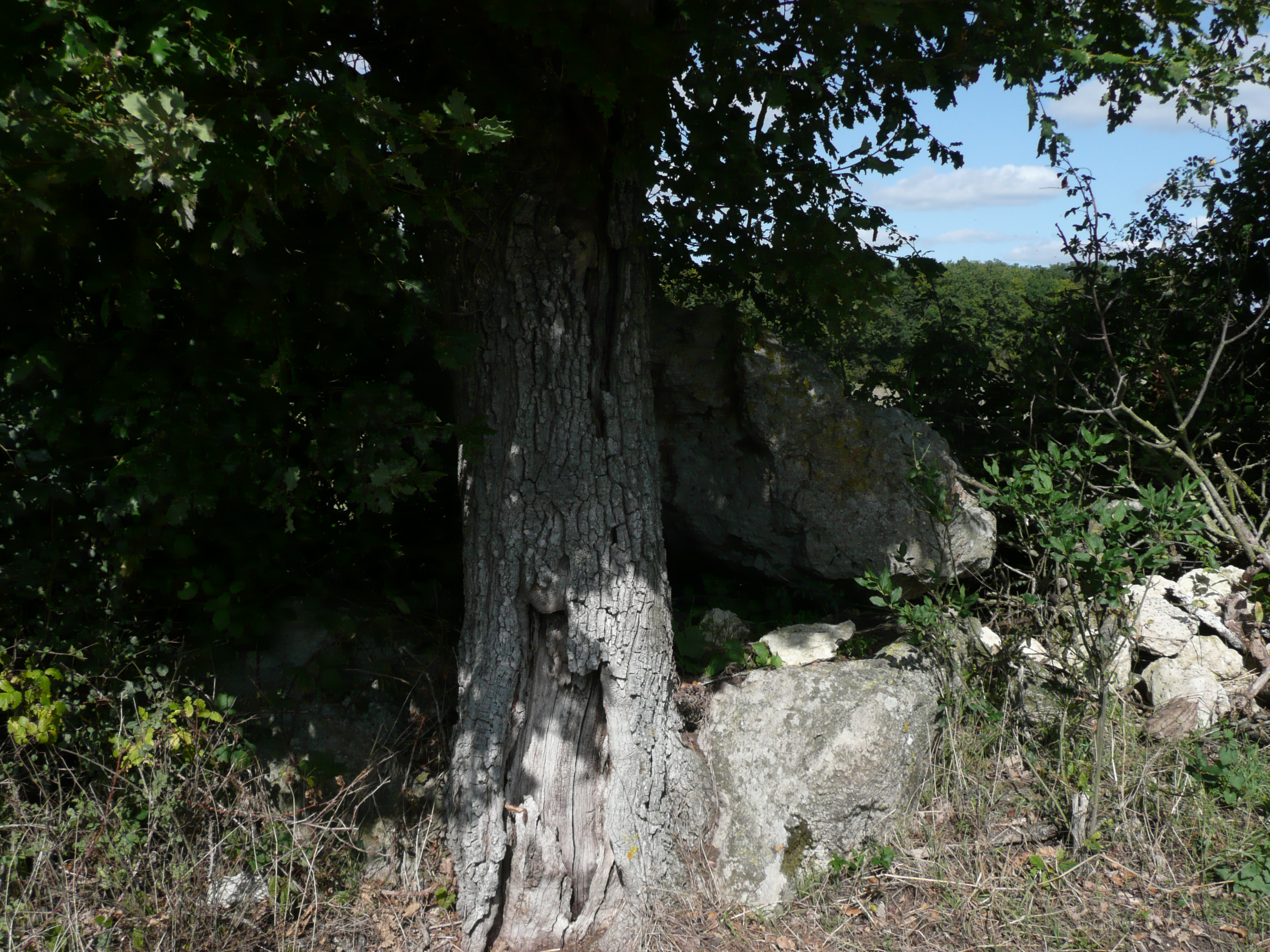
Dolmen Chantepierre
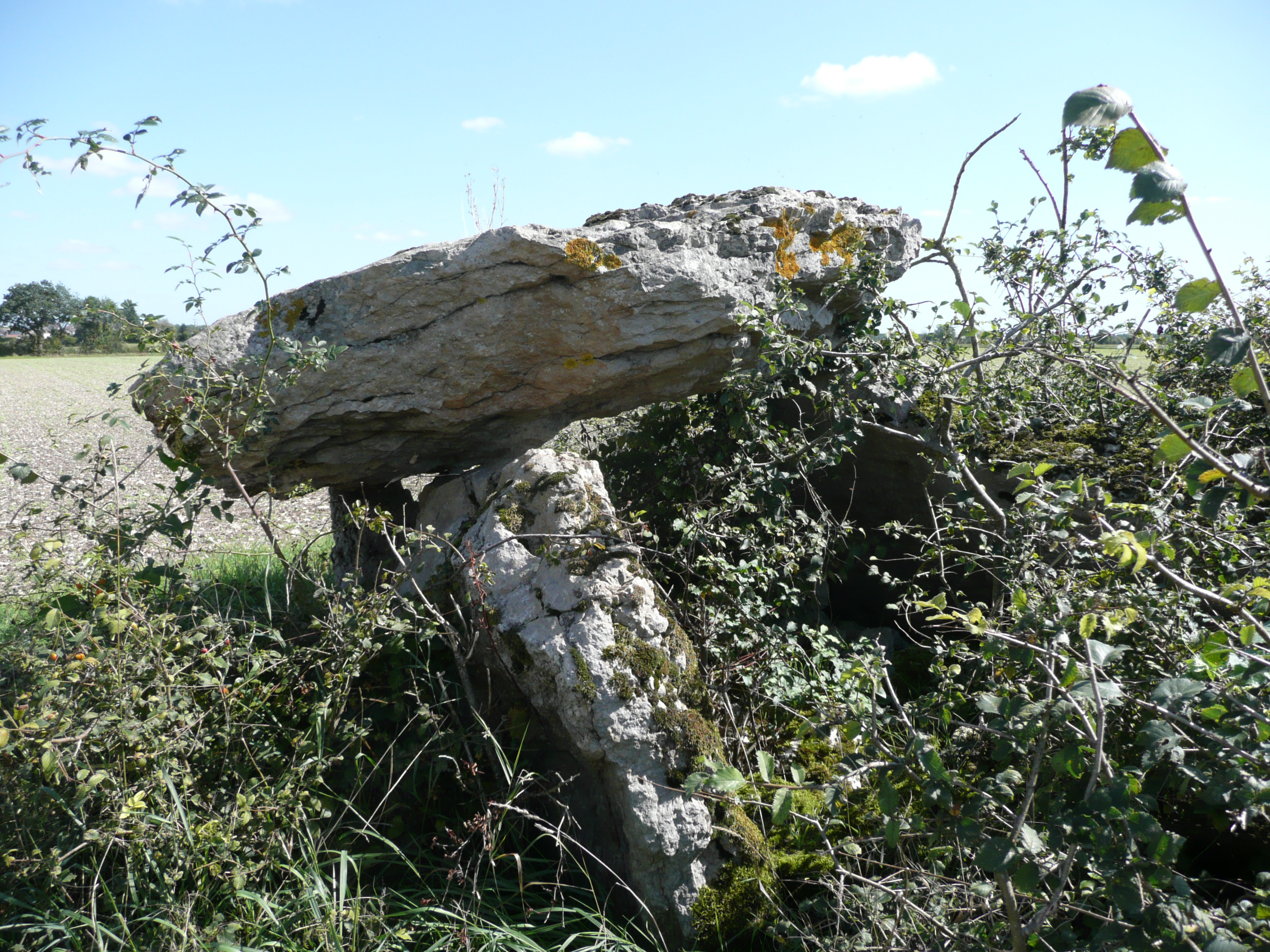
Pierre couverte de la Blanche
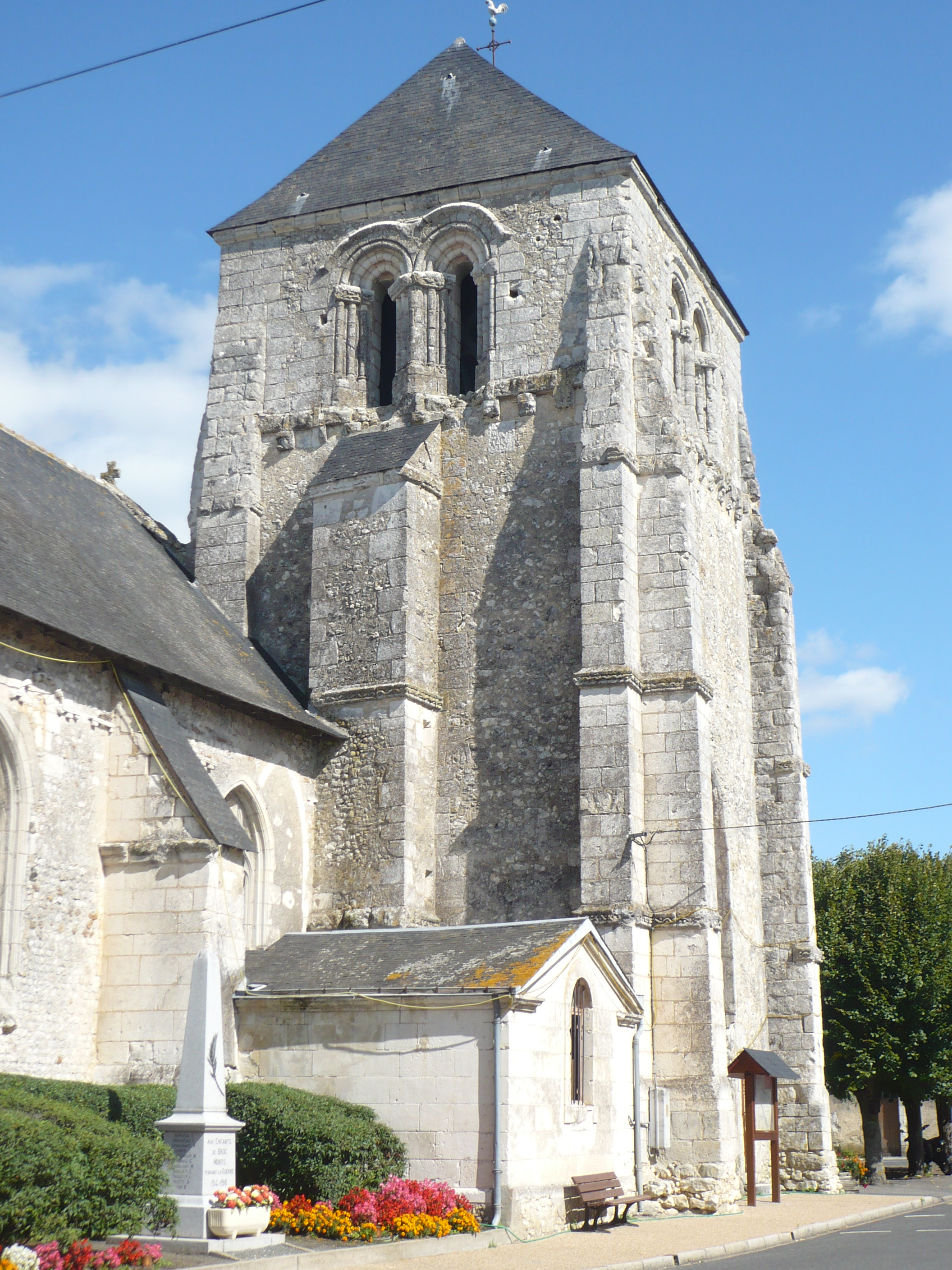
Kirche Notre-Dame
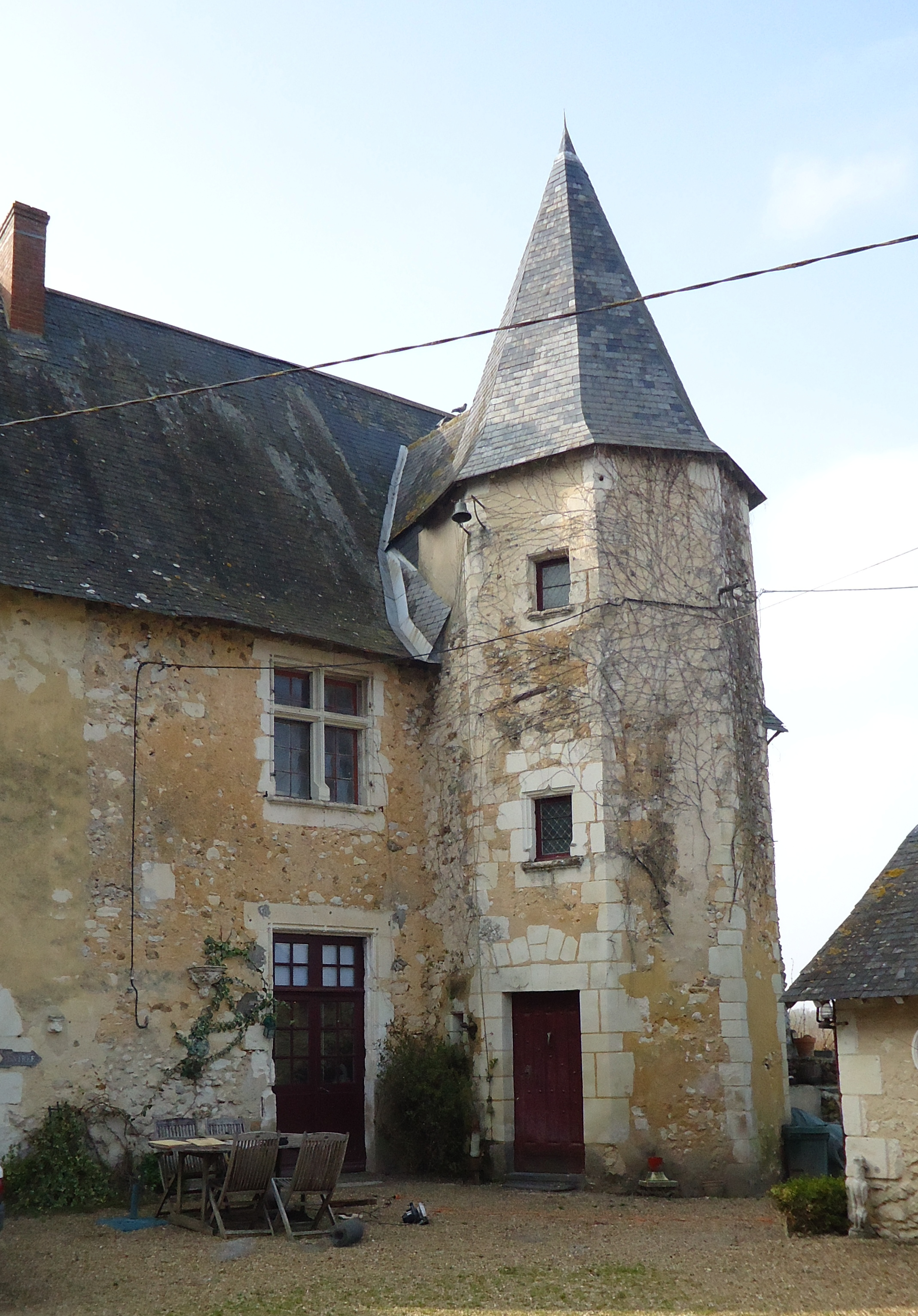
Priorat

### Chalonnes-sous-le-Lude
- Kirche Saint-Cyr-et-Sainte-Julitte aus dem 17./18. Jahrhundert
- Priorat aus dem 12. Jahrhundert

### Chavaignes
- Kirche Saint-Martin aus dem 11. Jahrhundert mit späteren Umbauten
- Grabeskapelle aus dem 19. Jahrhundert
- Pfarrhaus aus dem 15. Jahrhundert
- Schloss Launay-Baffert aus dem 19. Jahrhundert, Monument historique seit 1995

### Chigné
- Dolmen und Menhir von L’Aurière, seit 1983 Monument historique
- Kirche Saint-Pierre-et-Saint-Paul aus dem 11./12. Jahrhundert
- Reste einer Turmhügelburg (Motte) aus dem 11./12. Jahrhundert
- Herrenhaus von Le Bien aus dem 15. Jahrhundert

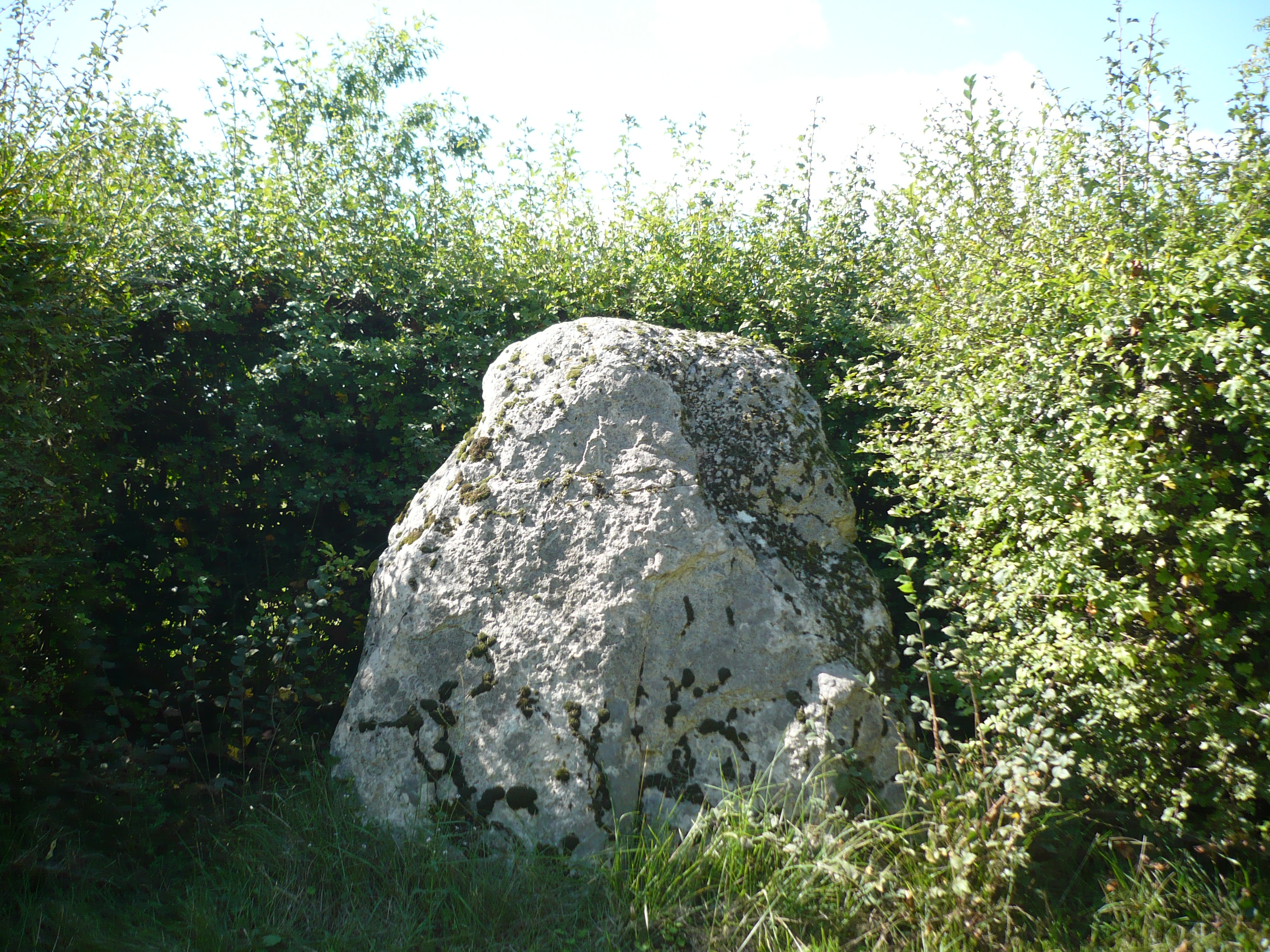
Menhir von L’Aurière
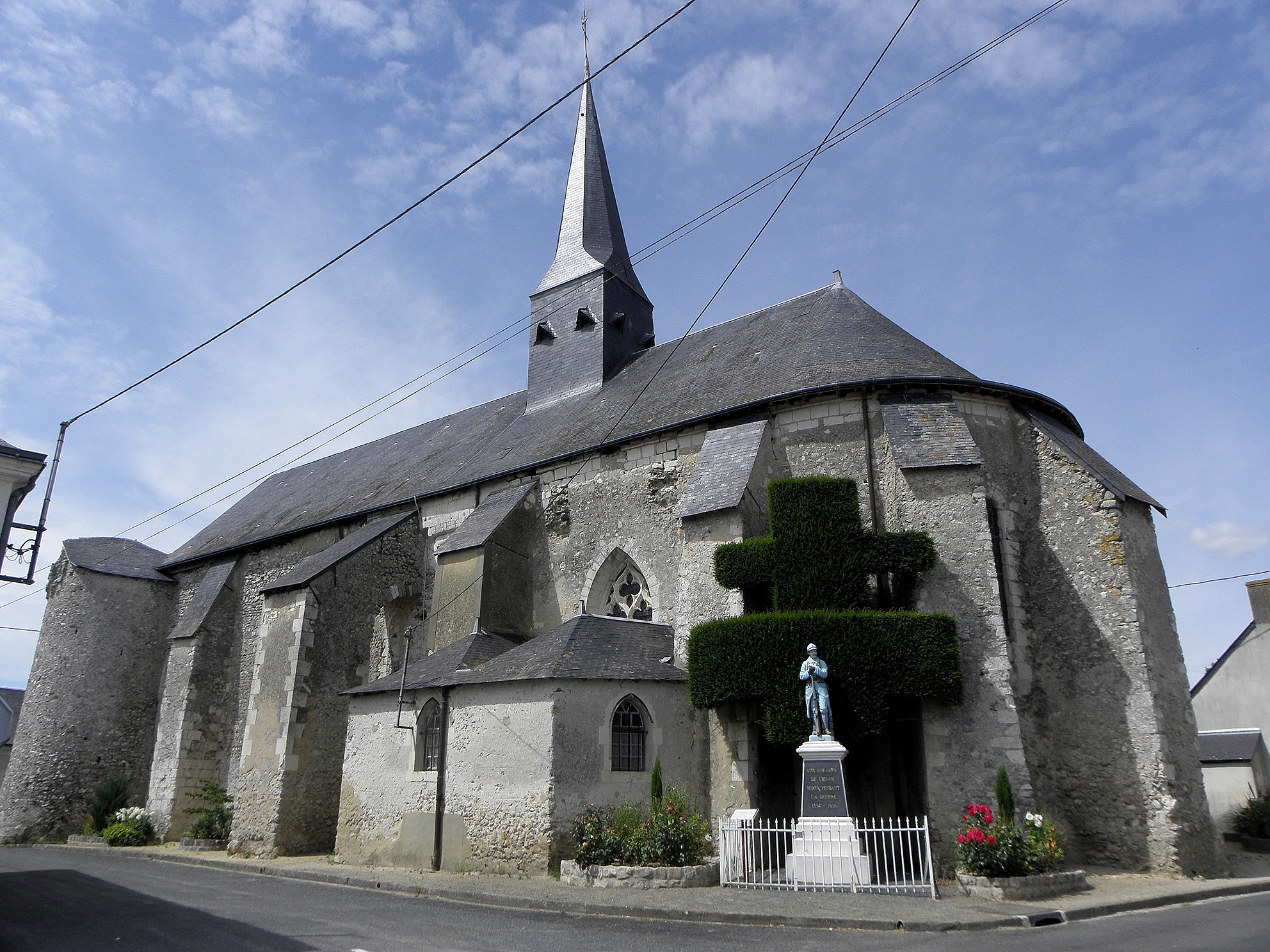
Kirche Saint-Pierre-et-Saint-Paul

### Dénezé-sous-le-Lude
- Kirche Saint-Jean-Baptiste aus dem 11./12. Jahrhundert, seit 1963 Monument historique
- ehemaliges Zisterzienserkloster La Boissière, 1131 gegründet, Gebäude aus dem 17. Jahrhundert, seit 1954 Monument historique
- Ruinen des Herrenhauses von Launay-le-Jeune mit Kapelle aus dem 16. Jahrhundert, seit 1980 Monument historique
- Schloss Launay de Gennes aus dem 15./16. Jahrhundert

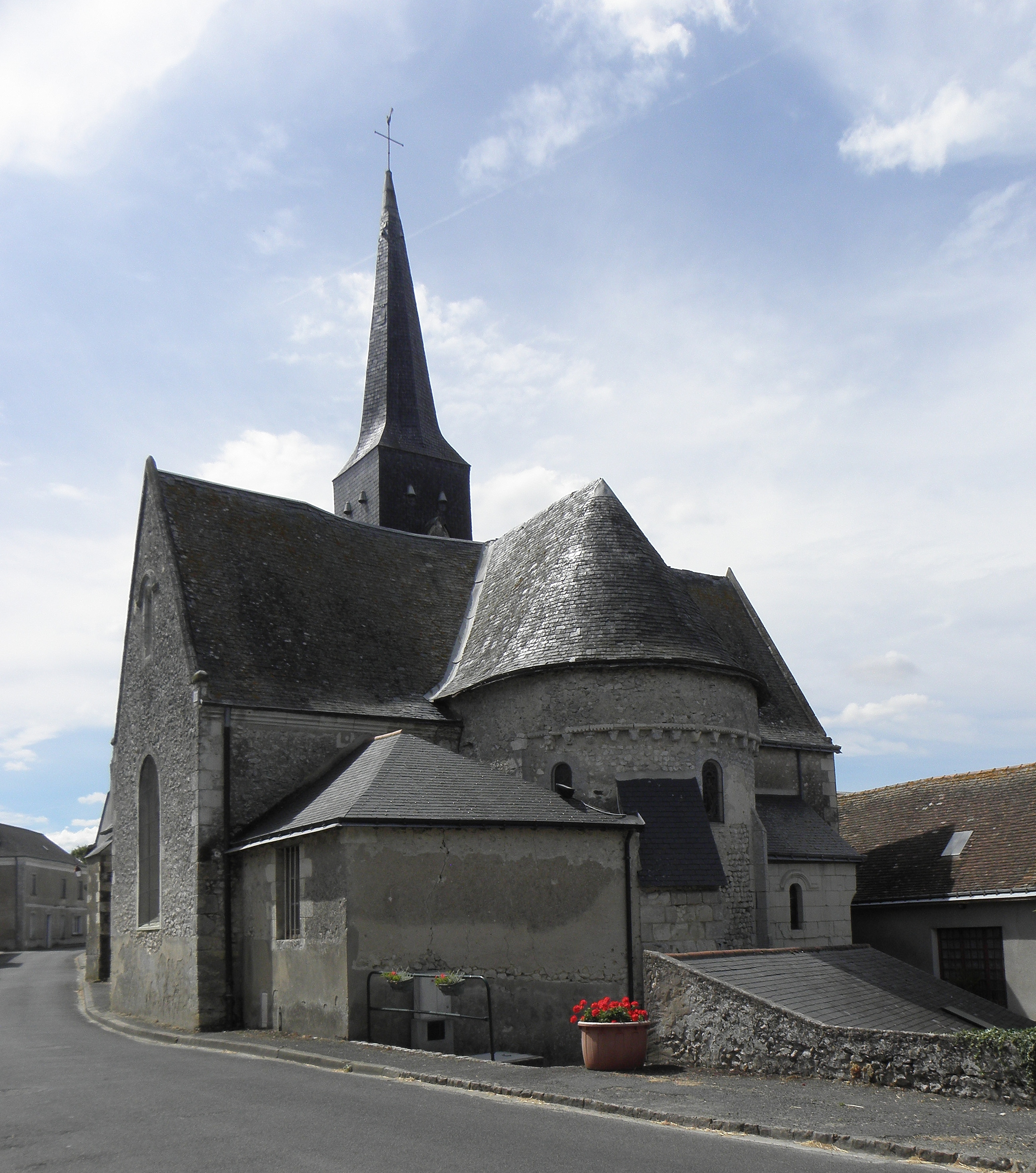
Kirche Saint-Jean-Baptiste
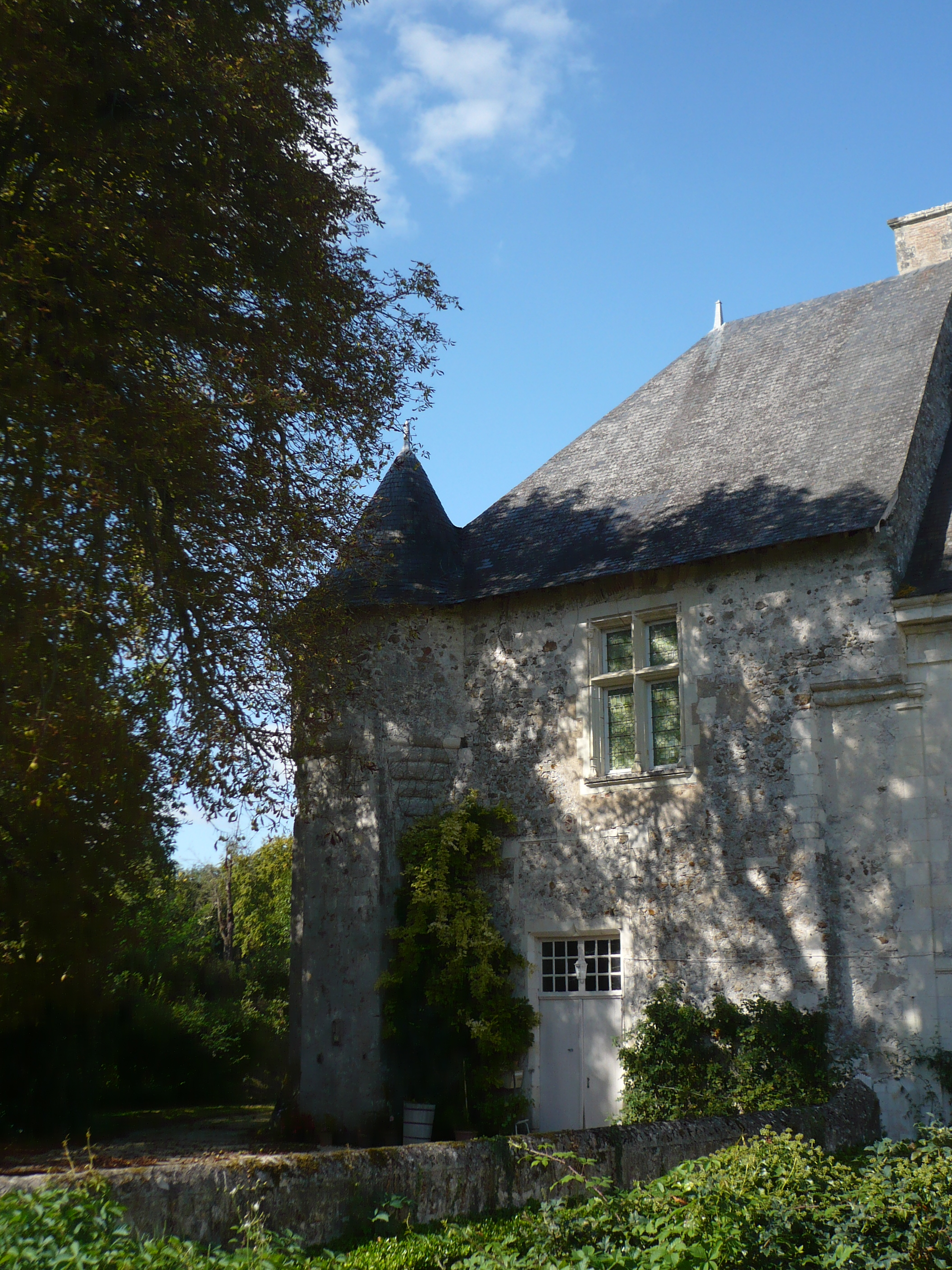
Kloster La Boissière
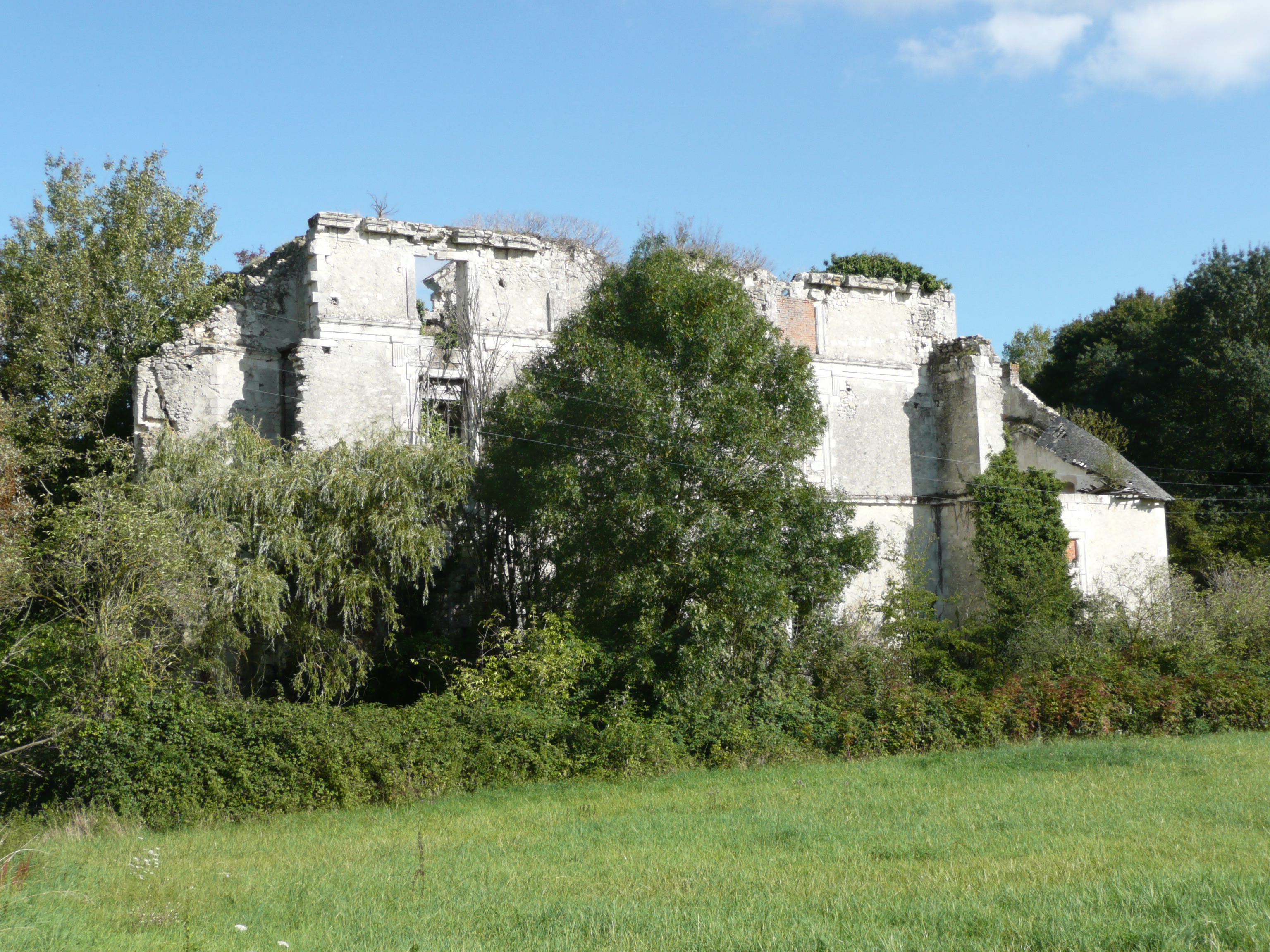
Ruine des Herrenhauses von Launay

### Genneteil
- Kirche Saint-Martin aus dem 11./12. Jahrhundert, seit 1969 Monument historique
- Pfarrhaus aus dem 15. Jahrhundert
- Herrenhaus von Breil de Foin aus dem 15. Jahrhundert, seit 1984 Monument historique
- Schloss La Pasnière aus dem 19. Jahrhundert
- Schloss Parnay aus dem 19. Jahrhundert
- Schloss Vieux Parnay aus dem 16./17. Jahrhundert
- Herrenhaus Les Mortiers aus dem 16./17. Jahrhundert

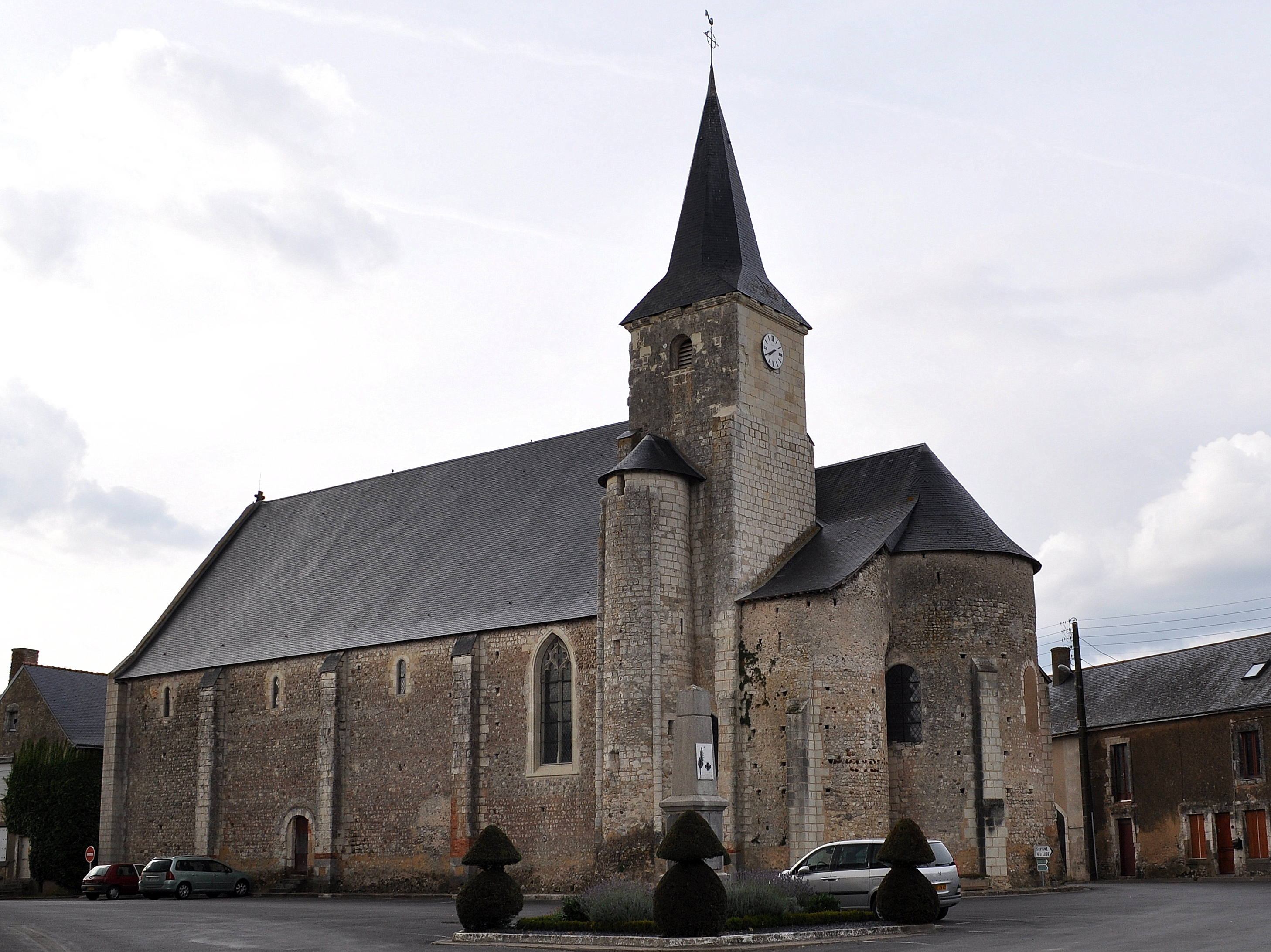
Kirche Saint-Martin
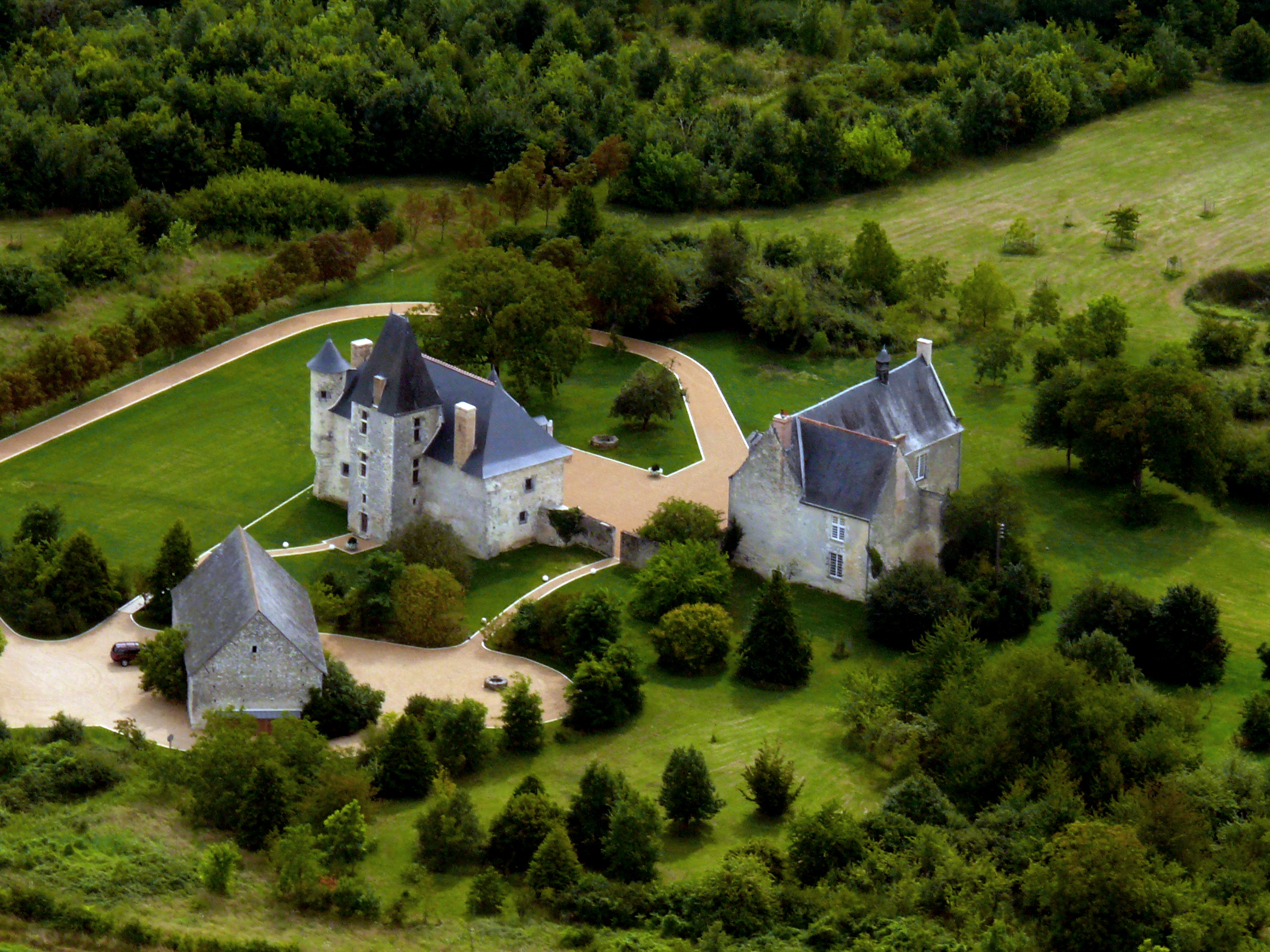
Herrenhaus Breil de Foin

### Lasse
- Kirche Saint-Méen aus dem 11./12. Jahrhundert mit späteren Umbauten, seit 1973 Monument historique
- Pfarrhaus aus dem 18. Jahrhundert, seit 1973 Monument historique
- Schloss Le Bouchet aus dem 16. Jahrhundert, Monument historique seit 1991/1993
- Herrenhaus La Cour de Lasse aus dem 15. Jahrhundert
- Herrenhaus Parcé aus dem 15./16. Jahrhundert
- Herrenhaus La Souche aus dem 15. Jahrhundert
- Herrenhaus Les Mortiers aus dem 16./17. Jahrhundert

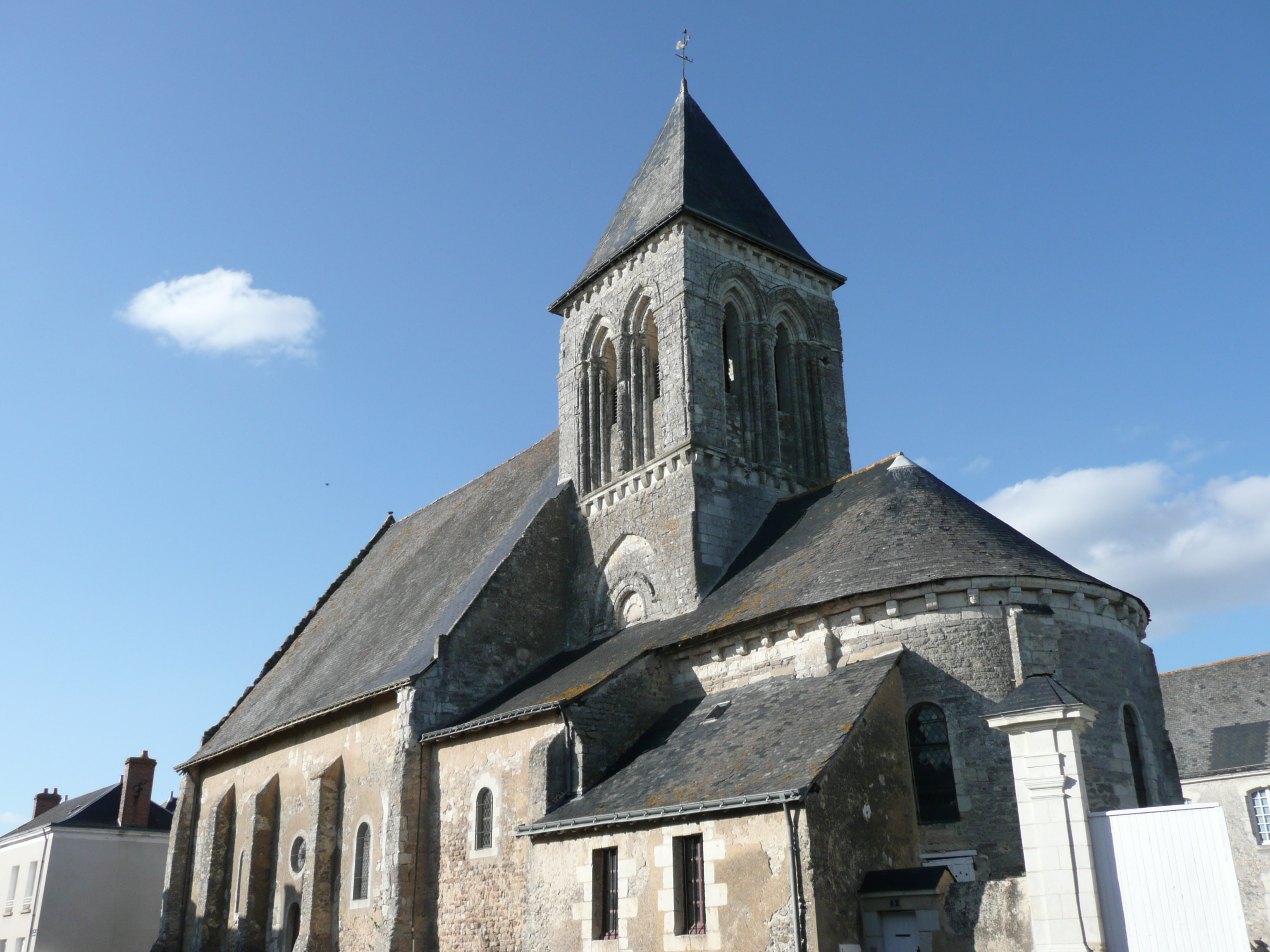
Kirche Saint-Méen
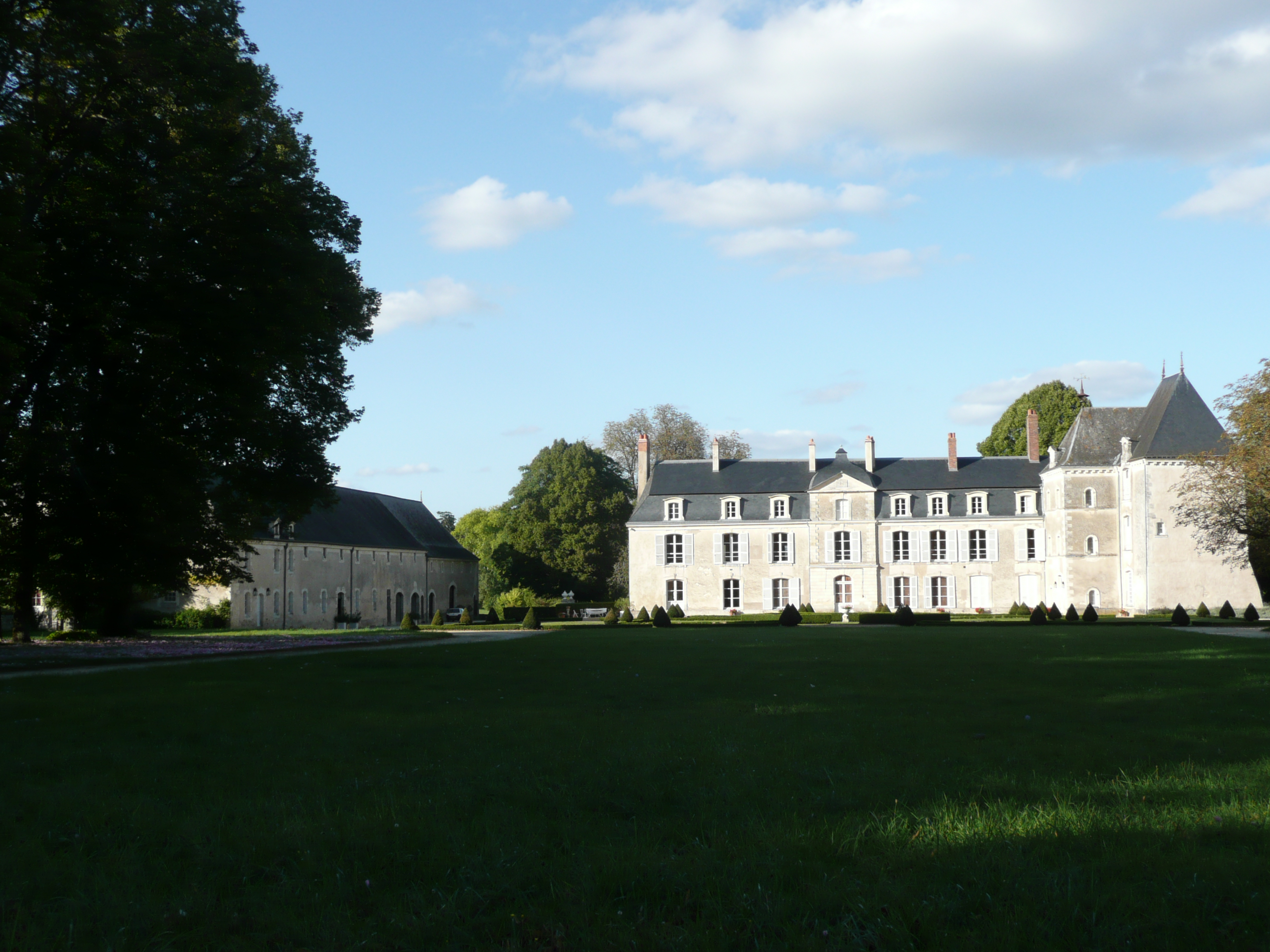
Schloss Le Bouchet

### Linières-Bouton
- Kirche Saint-Martin-de-Vertou aus dem 11./12. Jahrhundert mit späteren Umbauten, seit 1965 Monument historique
- Schloss Boissimon aus dem 15. Jahrhundert
- Mehrere Mühlen aus dem 17./18. Jahrhundert

### Meigné-le-Vicomte
- Kirche Saint-Pierre aus dem 12. Jahrhundert
- Pfarrhaus aus dem 16./17. Jahrhundert
- Herrenhaus Boisset aus dem 16. Jahrhundert, Monument historique seit 1968
- Schloss Le Grand-Massé aus dem 18./19. Jahrhundert
- Schloss Le Plessis-Lyonnais aus dem 15./16. Jahrhundert
- Schloss La Touche aus dem 17./18. Jahrhundert
- Herrenhaus Baudelan aus dem 17. Jahrhundert
- Herrenhaus La Maillardière aus dem 16. Jahrhundert
- Herrenhaus La Quelouze aus dem 16. Jahrhundert
- Herrenhaus La Roche aus dem 16./17. Jahrhundert

### Méon
- Dolmen und Menhire
- Kirche Saint-Martin aus dem 14. Jahrhundert, Monument historique seit 1967
- Mehrere Mühlen aus dem 15./16. Jahrhundert

### Noyant

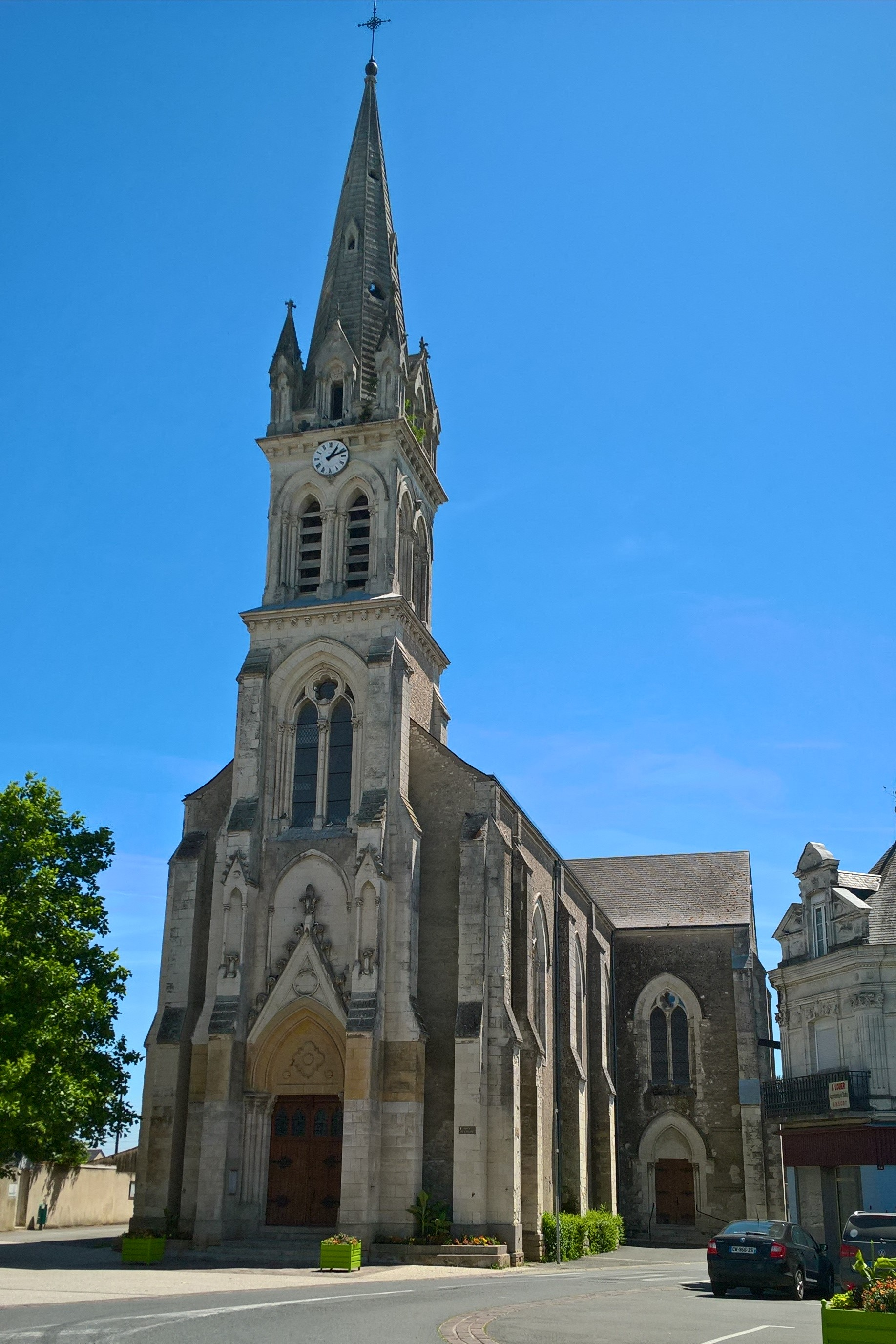
Kirche Saint-Martin in Noyant

- Kirche Saint-Martin aus dem 11. Jahrhundert
- Pfarrhaus aus dem 14./15. Jahrhundert
- Festung Galmer aus dem 16. Jahrhundert
- Schloss Brérobert
- Schloss Hunon aus dem 16. Jahrhundert
- Schloss Le Plessis aus dem 18. Jahrhundert mit Kapelle aus dem 16. Jahrhundert

### Parçay-les-Pins
- Kirche Saint-Martin-de-Vertou aus dem 12./13. Jahrhundert
- Herrenhaus Cintré aus dem 16./17. Jahrhundert
- Herrenhaus Les Coudrais aus dem 17./18. Jahrhundert
- Herrenhaus Les Janières aus dem 16. Jahrhundert
- Museum Jules Desbois

## Persönlichkeiten
- Jules Desbois (1851–1935), Bildhauer, in Parçay-les-Pins geboren